# Kozdroje
Kozdroje – wieś sołecka w Polsce położona w województwie mazowieckim, w powiecie ciechanowskim, w gminie Regimin.
| SIMC    | Nazwa  | Rodzaj    |
| ------- | ------ | --------- |
| 0124593 | Włosty | część wsi |

W latach 1975–1998 miejscowość administracyjnie należała do województwa ciechanowskiego.